# Claw
Claw je dvodimenzijska platformska videoigra koju je 1997. objavio Monolith Productions. Igrač je u ulozi čovjekolika mačka gusara koji se, u potrazi za drevnim talismanom, bori s neprijateljima i rješava zagonetke. Druga je Monolithova igra objavljena te godine; prethodi joj Blood, objavljen u svibnju.

## Scenarij
Kapetana Nathaniela Josepha Clawa, poznatog mačka gusara, zatočili su koker Španjolci (zapravo je riječ o koker španijelima, psećoj pasmini čije je ime šaljivo izmijenjeno u igri) nakon što su mu napali posadu i potopili brod. U ćeliji, dok čeka smaknuće, u zidu pronalazi skriveni komadić karte i papirić s porukom; u toj poruci govori se o talismanu devet života – tajanstvenu artefaktu koji osobu koja ga nosi čini gotovo besmrtnom. Nakon što pobjegne iz ćelije, Claw počne tražiti svih devet dragulja kako bi upotpunio talisman.
Na početku igre Claw se nalazi izvan svoje ćelije. Nakon što prođe kroz zatvor, stigne do vanjskog zida, nadvlada čuvara Le Rauxea i pobjegne u šumu. U šumi nailazi na razbojnike koje predvodi njegova nekadašnja simpatija Katherine. Uspijeva ih poraziti, izlazi iz šume i stiže u obližnju luku El Puerto del Lobo, gdje ga progone gradska straža i njezin kapetan Wolvington. Prošavši kroz grad, pobjegavši stražarima i pobijedivši Wolvingtona, Claw uđe u bar i prisluškuje razgovor dvojice članova posade kapetana pod imenom Red Tail; riječ je o lavu koji mu je smrtni neprijatelj. Claw otkriva da je i Red Tail u potrazi za draguljima te da njegov prvi časnik Gabriel ima jedan od njih. Također čuje i da sam Red Tail vjerojatno posjeduje još nekoliko dragulja.
Claw se brzo probije kroz luku, ukrca mu se na brod i porazi mu mornare (među kojima je i Gabriel), a potom se sakrije. Brod naposljetku pristane u blizini Gusarske uvale (Pirate's Cove). Claw, prešavši preko klimavih drvenih građevina u uvali, porazi gusare i njihova vođu Marrowa, svojeg bivšeg prijatelja. Nakon toga spusti se u spilju, gdje susreće članove svoje stare posade za koje je mislio da su poginuli nakon napada na brod. Ispričaju mu kako im je trgovac u gostionici dao tri dragulja, ali da ih je Red Tail prisilio da mu predaju dva; uspjeli su zadržati treći jer je mislio da posada ima samo dva. Zatim obavijeste Clawa da je Red Tail zaplovio prema Otoku tigrova (Tiger Island), legendarnu mjestu u čije su postojanje sumnjali mnogi, pa i sam Claw. Claw uzme dragulj i komadić karte koja pokazuje put prema Otoku tigrova kroz labirint podvodnih spilja. Posada ga pita želi li da ga prati kroz spilje do Otoka tigrova, no Claw odluči poći sam te joj odvrati da nabavi brod i pričeka ga. Nakon što pronađe kraći spiljski put, sukobi se s ribolikim ljudima, koji ga pak napadnu kako bi obranili svojeg kralja Aquatisa, golemo žaboliko stvorenje. Claw ga poražava koristeći se eksplozivima.
Claw izroni na površinu i stigne na Otok tigrova, gdje se Red Tail i njegova posada suočavaju s njim. Claw ga uspije pobijediti i otme mu dva dragulja, no Red Tail potom pobjegne. Claw ulazi u Hram tigrova (Tiger Temple) u središtu otoka kako bi pronašao talisman. Ondje se sukobljava s iznimno vještim tigrovima čuvarima, izbjegava brojne ubojite zamke u lavom ispunjenu hramu i pobjeđuje Omara, vođu tigrova koji posjeduje posljednji dragulj. Claw postavlja dragulje na postolje i pojavljuje se princeza Adora, koja mu predaje talisman, daruje devet života i pritom ukratko opiše što je sve doživio na putovanju. Omar se zaklinje kako će štititi onoga koji posjeduje talisman i tako postaje Clawov tjelohranitelj. Na kraju igre Claw, s talismanom oko vrata, otplovi brodom sa svojom posadom i Omarom.

## Igra
Claw je dvodimenzijska platformska igra koja sadrži jednostavnije borbe prsa o prsa. Claw mora dostići kraj svake razine, a na putu se suočava s različitim neprijateljima i preprekama. Glavno mu je oružje sablja, ali neprijatelja može i udariti šakom ili nogom kad mu je dovoljno blizu. Također se može služiti kuburom, dinamitom i čarolijom „Magic Claw” („čarobni Claw” ili „čarobna pandža”), no količina tih sredstava ograničena je; igrač može dopuniti zalihe skupljajući puščani prah, štapiće dinamita i čaroliju na svim razinama. Na razinama se mogu pronaći i hrana i napitci za zdravlje, razne moći i vrijedni predmeti, koja igrača nagrađuju bodovima. Brojna skrivena ili opasnija područja sadrže blaga visoke vrijednosti, moći i dodatne živote. Neka od tih područja mogu se dosegnuti samo visokim skokom, a neka ulaskom u portale. Igrač dobiva dodatan život kad dosegne određen broj bodova. U glavnoj igri svaka razina sadrži dva područja koja, kad se dosegnu, spremaju postignuća igrača.
Claw se može igrati trojako. Glavni dio igre (onaj koji prati priča) namijenjen je jednom igraču. Igrač može pristupiti i dijelu igre koji sadrži dodatne razine, nepovezane s pričom. Claw otvara prostor i igri za više igrača.
Na kraju svake razine igrač ili stječe komadić karte ili pobjeđuje velikog neprijatelja kako bi stekao dragulj; kad dosegne kraj razine s neparnim brojem, igrač dobiva komadić karte, a kad dosegne kraj razine s parnim brojem, dobiva dragulj. Jedina je iznimka 13. razina, na kojoj igrač pobjeđuje velikog neprijatelja i dobiva dva dragulja. Kad igrač dobije dragulj, igra prikazuje kraći videozapis povezan s pričom.
Igrač može pristupiti sporednim razinama koje je izradio sam ili netko drugi, ali ne može ih uređivati i dorađivati u samoj igri. Kad pristupa igri za više igrača, igrač se povezuje s internetom i može igrati igru s najviše 64 drugih igrača. U igri za više igrača igrač mora ubiti što je moguće više neprijatelja i prikupiti što više vrijednih predmeta kako bi skupio dovoljno bodova i dosegao viši rang. U tom obliku igre igrači se mogu natjecati i u brzini, tj. cilj im je što prije doći do kraja razine i preteći druge igrače.

## Razvoj
Jason Hall, izvršni direktor Monolith Productionsa, komentirao je kako je Claw zabavna igra za cijelu obitelj. Dodao je kako je na suvremenu tržištu videoigara bilo teško pronaći igre u kojima nema nasilja te da je Claw jedna od njih.
Jedna je od prvih igara koja se koristila internetskom mrežom NANI za više igrača koju su zajedno oblikovali Microsoft i National Amusement Network. Prema GameProu u početku je trebala sadržavati šesnaest razina, a u NANI se moglo uključiti do 256 igrača.
Objavljeno je i posebno izdanje igre na DVD-u. To izdanje igre uključuje dodatne sadržaje, među kojima su potpuno animirani kraći videozapisi i detaljnija grafika.

## Recenzije
Claw je dobio podijeljene i pozitivne kritike. Michael L. House pohvalio ga je u recenziji za AllGame i izjavio je da se po tome koliko je zabavan može usporediti sa serijalima Super Mario i Crash Bandicoot. GameSpot dao mu je 7,7 bodova od njih deset izjavivši da je „svakako najbolja suvremena računalna igra s pogledom sa strane”. Colin Williamson, pišući za PC Gamer, pohvalio je grafiku i dio igre za 64 igrača, ali je izjavio da je igra previše slična drugim igrama s pogledom sa strane. Craig Majaski pohvalio je igru u recenziji za WorldVillage i dao joj je četiri boda od njih pet. U članku za Gamasutru Daniel Bernstein naveo je uporabu zvukova u igri kao primjer toga kako igre mogu stvarati okruženje koje lako zaokuplja igrače. PC Powerplay dao mu je 62 posto od njih 100; recenzent David Wildgoose kritizirao je Monolith jer je odlučio objaviti dvodimenzijsku platformsku igru krajem devedesetih godina 20. stoljeća premda su u to vrijeme nastajale trodimenzijske igre kao što su Super Mario 64 i Tomb Raider. Zaključio je da je Claw „mogao biti izvrsna trodimenzijska platformska igra”. Usprkos uspjehu igra je poznata po tome što je iznimno teška. Stekla je kultni status zbog jedinstvena stila, osjećaja za pustolovinu i lijepe grafike.
U retrospektivnoj pozitivnoj recenziji za Destructoid Anthony Burch napisao je kako je Claw „pristupačan” i „zabavan”, ali je istaknuo da je prilično težak.

## Poslije objave
Monolith je otprilike 1999. počeo raditi na nastavku Clawa pod nazivom Captain Claw 2 in 3D; igru je razvijao koristeći se prvom inačicom LithTecha. Međutim, zbog problema s autorskim pravima povezanih s likom kapetana Clawa Monolith je napustio projekt te je sav kȏd rabljen u radu na nastavku predao poljskom proizvođaču videoigara pod imenom Techland. Techland je izjavio da će nastavak igre biti objavljen u studenom 2007. pod imenom Captain Claw 2. Objava je odgođena do 2008. i igri je promijenjen naziv u Jack, the Pirate Cat. Potom joj je još jednom promijenjeno ime u Nikita: The Mystery of the Hidden Treasure; najavni videozapis za tu igru objavljen je na YouTubeu. U prodaju je puštena te godine i postala je zasebna igra bez ikakvih dodirnih točaka s izvornim planovima. Pokretač za Claw, znan kao Windows Animation Package 32, Monolith je rabio i u izradi igara Get Medieval i Gruntz.